# 墨尔本大学
墨爾本大學（英語：The University of Melbourne，简称墨大）位于澳洲維多利亞州墨尔本，建校於1853年，為澳洲历史第二悠久的大学、维多利亚州最古老的大学。墨尔本大学是澳洲六所砂岩學府之一，八大名校的盟校成員，也是Universitas 21、環太平洋大学联盟和亞太國際貿易教育暨研究聯盟的成员大學，並與蒙納許大學、墨爾本皇家理工大學合稱「墨爾本三大校」，為全澳洲最優秀的高等教育學府。

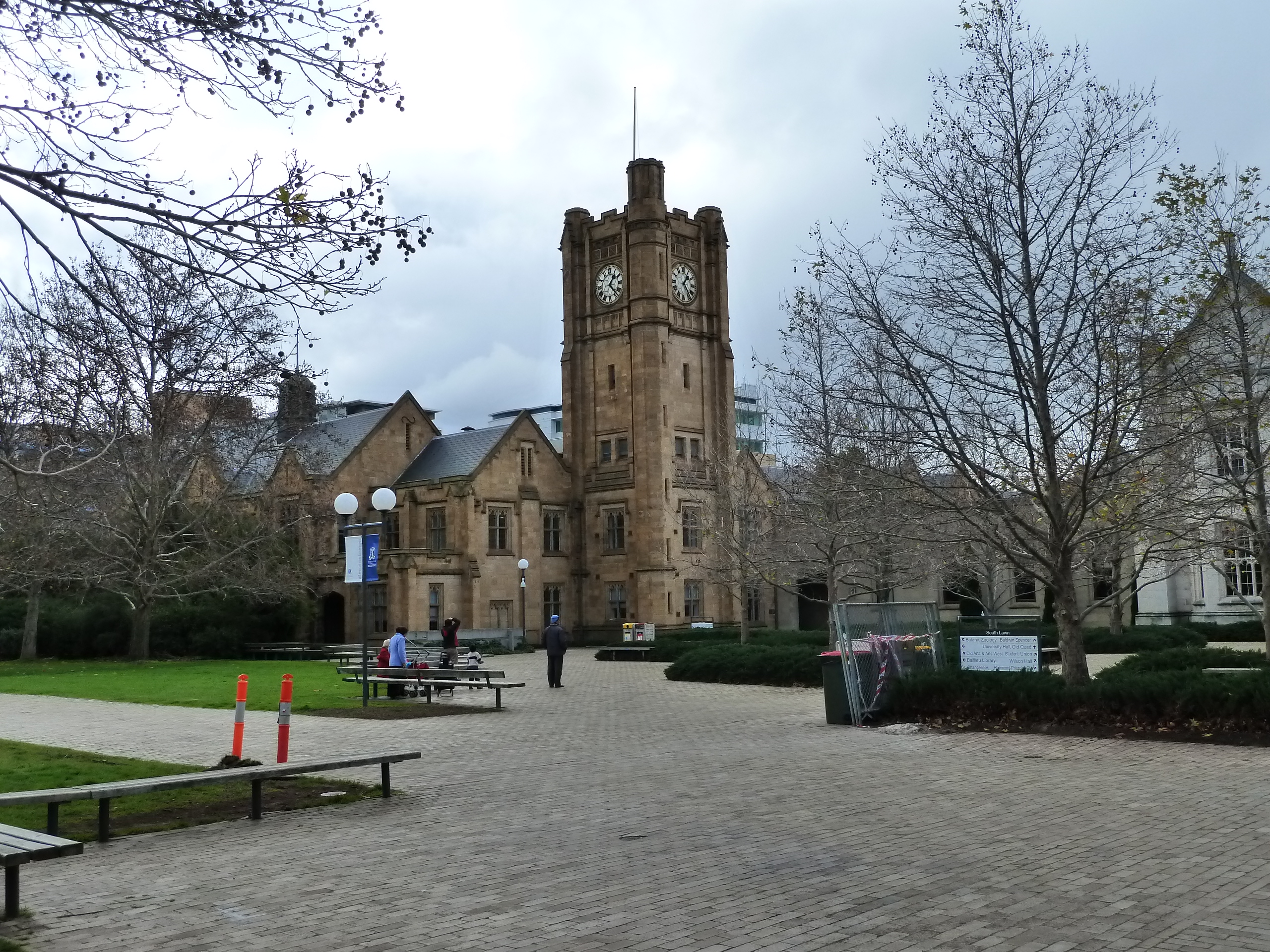
墨尔本大学校内的南草坪与老文科大楼（Old Arts）

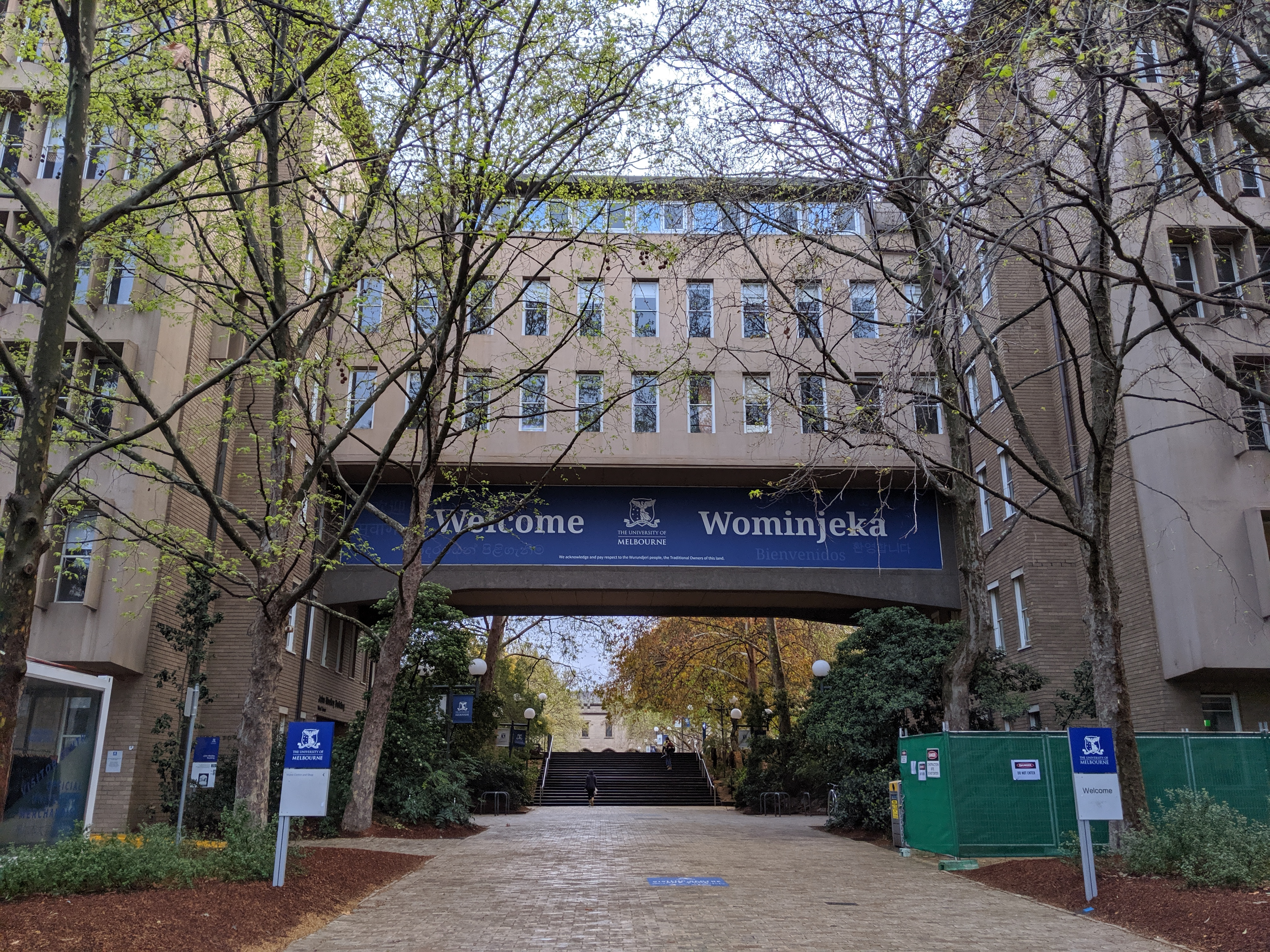
墨尔本大学校主入口

墨尔本大学在四大主要大學排行榜上皆位居世界前四十名，亦為亞太地區名列前茅的頂級院校。大學的多個學科在QS世界大學學科排名都處於全球領先水平，包括社會學、教育學、醫學、心理學、護理學等皆為全球20強，其餘包括人文社科、土木工程、建築學、傳播學等學科則位列全球50強；墨尔本商学院位居世界百强，其中2021年工商管理位列全球第26，會計及金融位列全球第18，經濟学位列全球第30。在2020年QS畢業生就業能力排行榜中，墨尔本大学位列全球第七、澳洲第二。
大學曾為多位英國君主及皇室成員授予榮譽博士學位，亦有校友活躍於各領域。墨爾本大学至今已培養出8位诺贝尔奖得主，並有120位學生獲得羅德獎學金。

## 校徽與校訓
墨爾本大學的校徽，是以藍色盾為底，上頭有著潔白的勝利女神手持桂冠，由四顆八角星（象徵南十字星座）所環繞。校訓為拉丁文“Postera crescam laude”，出自古羅馬帝國詩人賀拉斯。英文翻譯為：We shall grow in the esteem of future generations（我們将在後人的敬重中成長）。

## 歷史[13]

### 19世紀
墨尔本大学最早是由審計長以及財務部部長修·切爾德斯（Hugh Childers）在1852年11月4號的初次預算演講上提出建立的。他個人也投資了10000英鎊去修建這所大學（當時是筆大錢）。1853年1月22日，墨爾本大學正式立法成立，並被立法授權以授予文學、醫學、法學和音樂學的學位。這次立法同時也提供給墨爾本大學9000英鎊的撥款。同年，大學還獲得了另外20000英鎊的撥款用於學校建築的建設。第一塊奠基石落在1854年7月3號，和維州圖書館同天完成。1855年大學正式開始授課，當時僅有3名教授和6名學生。最終6名學生中有四人順利畢業。

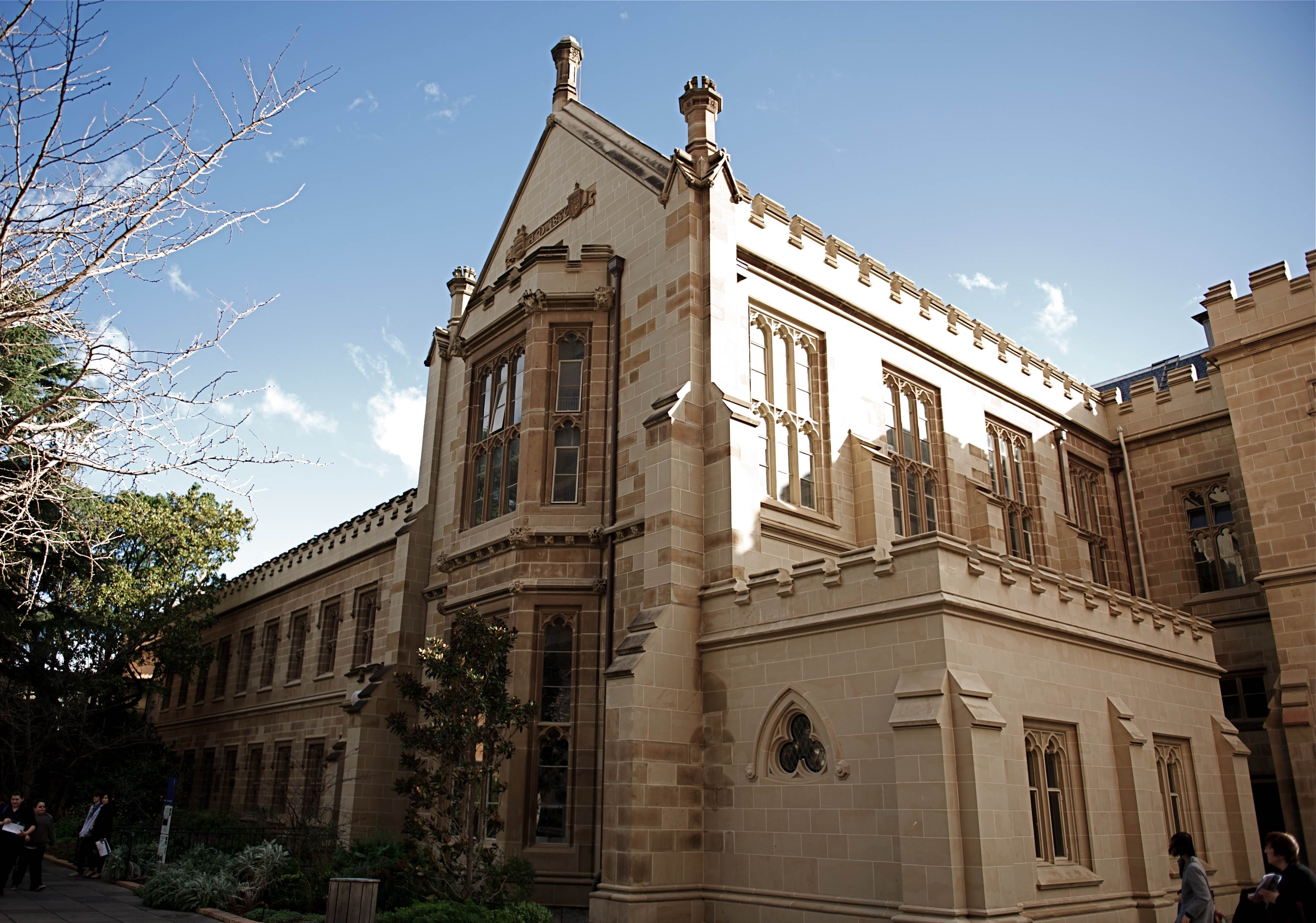
墨爾本大學始最古老建築物"Old Quad"

大學在早期建築了大量的哥特式復興建築。这一时期的著名建築師包括墨爾本的约瑟夫·里德（Joseph Reed），他負責了校園內大部分早期建築的设计工作，這種建築風格到1930年被廢除并被新的房屋式風格建築所取代，最终塑造了大學今日的混合式建築風格。
墨爾本大學的建立很大程度歸功於因维多利亚淘金潮而迅速發展的地區經歷。最早建設這所大學目的是給極速增長的新移民人口提供獲得教育的機會。當時它被指定修在修道院附近並且沒有提供神學方面的學位——教會只能將學校修建在北部的周界。早期，學校的教授們熱衷於經典文學和哲學這類歐洲傳統學科的研究和授課，而墨爾本的居民們則表示他們更需要那些符合城市建設发展的大背景所需要的課程，比如法學。最終居民們的意見獲得了采納，墨爾本大學的法學院在1857年正式開課，而工程學院和醫學院也在1860年開始了他們的使命，而這三個學院，無一不成為了墨爾本大學揚名世界的中流砥柱。
1881年，墨爾本大學接受了第一名女學生（同年悉尼大學也接受了第一名女學生），這對於在保守文化統治下的維多利亞州的居民來說是一個意義深遠的勝利，而墨爾本大學也成為了當時世界上為數不多的接受女大學生的大學。再接下來的數十年裏，學校的聲譽和規模都獲得了客觀的增長，但是關於學校未來的方向問題，學校內部卻也產生了很多爭論，最後在皇家委員會的推薦下，學校建立了新的資金管理結構，並開設了新的學科比如農學和教育學。

### 20世紀

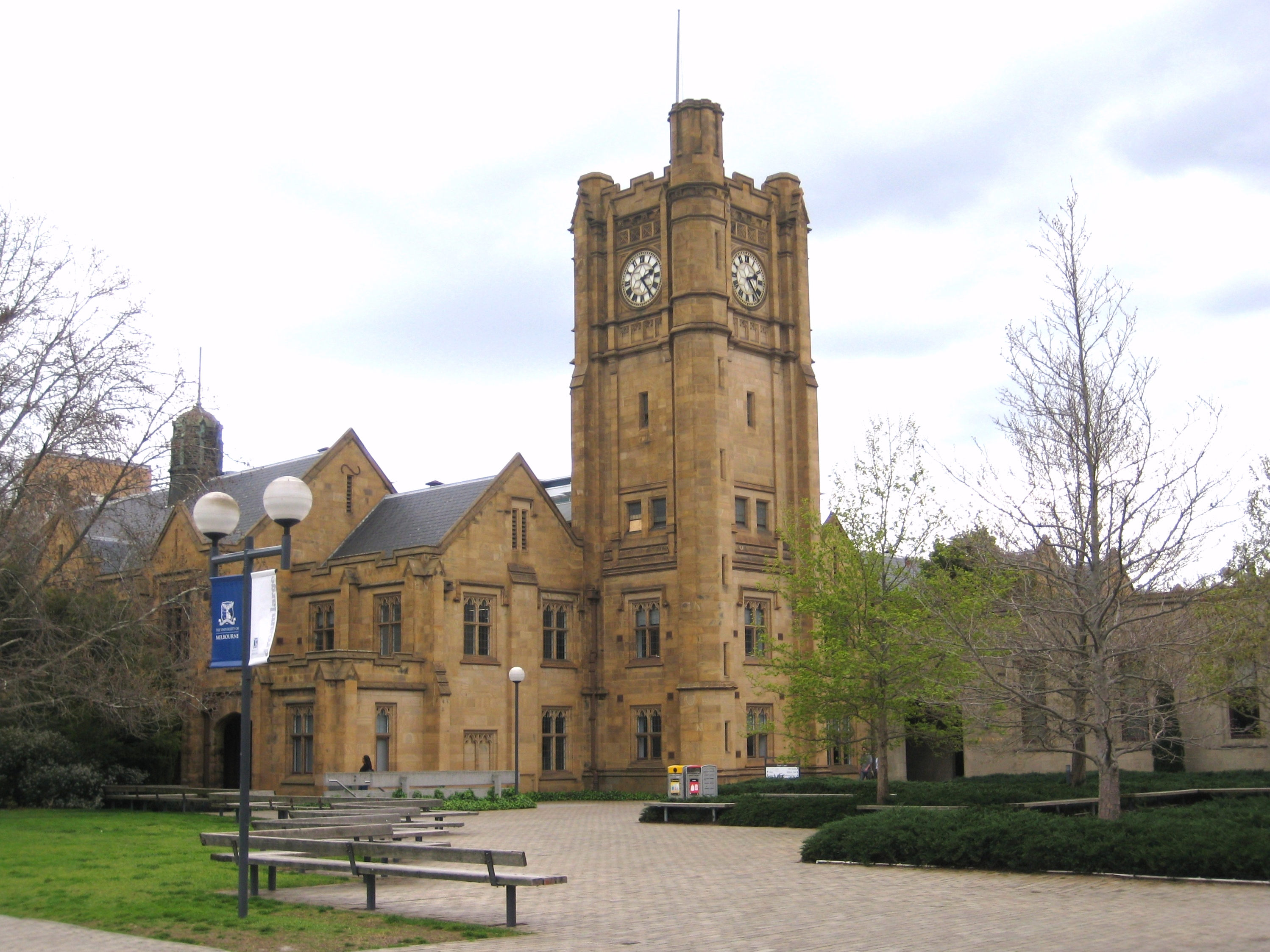
舊文科樓 (1919-1924)外觀

在第一次世界大戰中，再一次，學校的管理權引發了爭論。最終在1923年，由更多商人組成而非教授的理事會獲得了實權。值得一提的是，校理事會也包含兩名經過選拔的本科學生擔任理事會職位。在這個時期，墨爾本大學錄取的學生更多來源於社會的富裕家庭，而獲得獎學金的貧困學生則數量很少，成為了名副其實的貴族大學。
在這個時期，負責學校管理的置業經紀人式的校長也第一次被引入到了學校的管理模式。1936年，第一任校長雷蒙德·普理斯特利（Raymond Priestley）被任命。约翰·梅德利（John Medley）則在1939年被任命為下一任校長。
在第二次世界大戰後，因為獲得联邦贊助的學生數量大大增加，墨爾本大學也順應時代逐漸改變了以往貴族學校的傳統，而開始招收更多來自於平民家庭的學生。學校也因此迎來了大學的第二個高速發展期。大學采取的政策是均衡發展，墨爾本大學幾乎在所有的學科都取得了很高的聲望。2008年泰晤士高等教育全球大學排名對於全球大學的各個科目進行評估，墨爾本大學成為了澳洲唯一一個所有科目都位列全球前30名的大學。
2007年開始，墨爾本大學進行了徹底的學制改革，逐漸拋棄了以往的澳洲傳統“專才”教育模式，而效仿北美地區以及新近改革的歐洲大學所采納的“通才”教育模式（Bologna process），即廣為人知也又頗具爭議的“墨爾本模式”（Melbourne Model），目的是建立起國際認知度更高、于國際教育接軌更緊密的學位制度以及培養出更多澳洲及世界所需要的未来社会新型人才。

## 校園

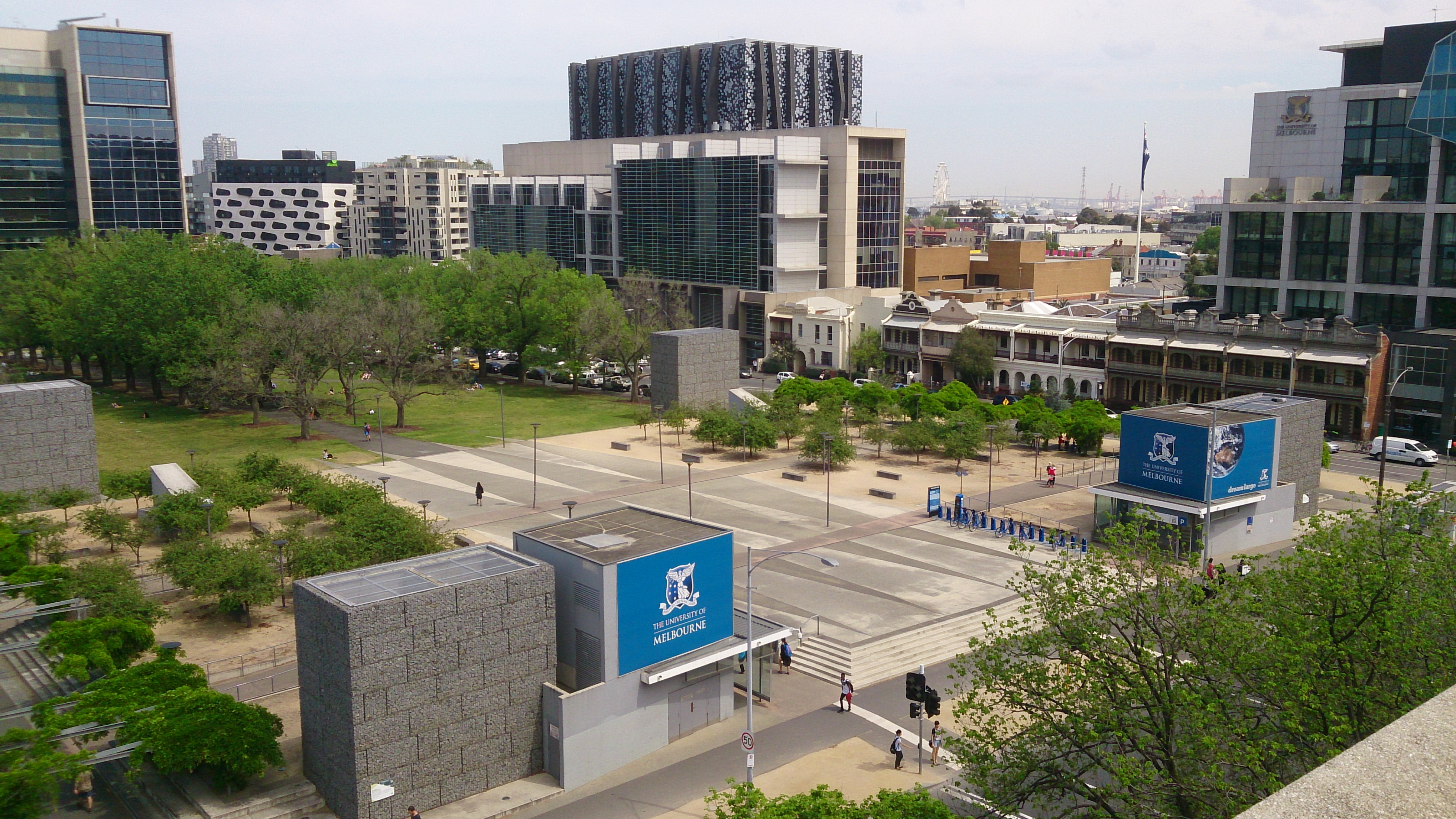
墨尔本大学法學院、商學院眺望

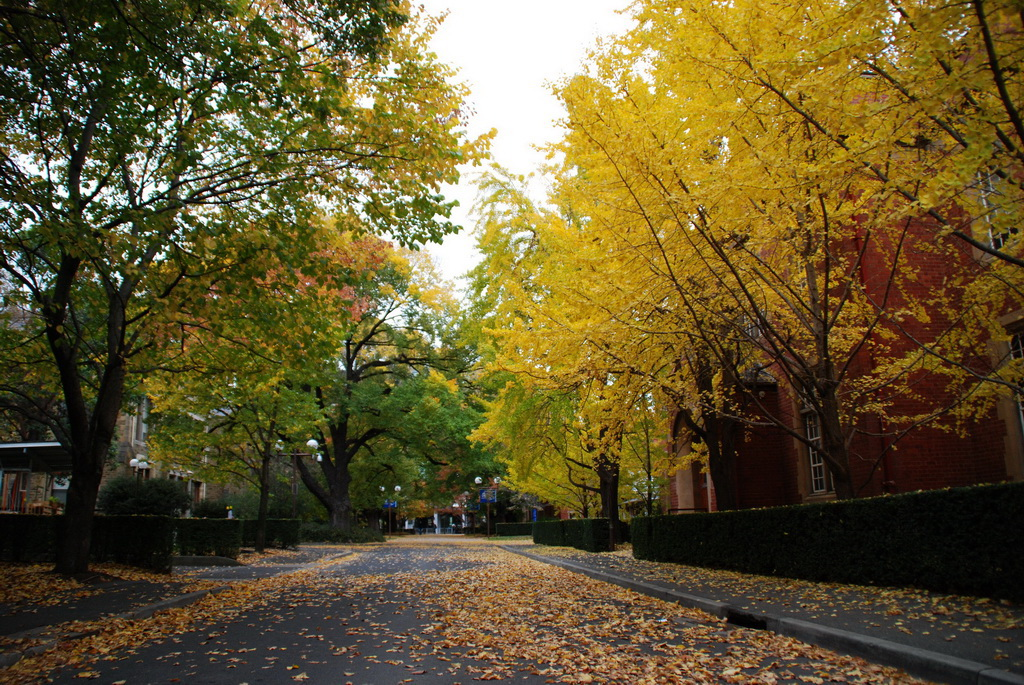
大學秋分景觀

墨尔本大学主校区位於維多利亚州首府墨爾本市中心商务区北面的帕克维尔（Parkville）区，占地22.5公顷，其古典的钟楼、方场（quadrangle）与新式的多栋教学大楼交相辉映。著名的南草坪（South Lawn）於20世纪70年代重新修葺，是学生社交娱乐的重要场所。草坪上的树木護植于钢管中，草坪下闢为停车场，其建筑设计曾在澳洲获得殊荣。在這個學術氛圍濃厚的社區里，46000余名學生在7300名世界級的教職人員的指導下學習他們感興趣的知識領域。
墨爾本大學繼承了欧洲学院制学府的傳統，在校園內設置了十三所住宿學院（residential college，一種傳統的大學住宿模式，學生在教學區上課但是生活在各自的學院區內，各學院擁有自己的院徽、傳統以及社團活動）、奧蒙德學院〔Ormond College〕、圣三一学院〔Trinity College〕、大學學院〔University College〕、珍妮特·克拉克學院〔Janet Clarke Hall〕、女王学院（Queen's College）等十餘家附属學院。各院散落校園北部，多為維多利亞時期的新哥特建築風格。 
| 学院                |                     |                            |                     |
| ------------------- | ------------------- | -------------------------- | ------------------- |
| 圣三一學院 （1872） | 奧蒙德學院 （1881） | 珍妮特·克拉克學院 （1886） | 圣玛丽学院 （1966） |
| 女王学院 （1887）   | 纽曼学院 （1918）   | 麦德里学院 （1954）        |                     |

而除了帕克维尔主校区之外，墨爾本大學也拥有另外几个相對較小的分校区。
- 墨尔本大都市区分校
  - 南岸（Southbank）分校：表演艺术
  - 霍桑（Hawthorn）分校：商学
  - 伯恩利（Burnley）分校：园艺学
  - 韦里比（Werribee）分校： 兽医学
- 维多利亚州乡镇地区分校
  - 谢珀顿（Shepparton）分校：乡村医学
  - 克莱斯韦克（Creswick）分校：林业学
  - 杜奇（Dookie）分校：农业学

## 學術表現
墨爾本大學在許多學術領域都累積了優異的學術聲望，尤其於醫學、社會科學、教育學、法学、商學、藝術與人文領域，在澳洲和全世界都享有領先地位。墨爾本法学院（Melbourne Law School）排名世界前二十名。墨爾本商學院（Melbourne Business School）排名則位居世界百強，在澳大利亚國內名列前茅。

## 聲望及排名
墨爾本大學在數個世界認可度最高的大學排名中皆獲得了極高的評價，由此可證明其在教學與研究上的卓越表現，在澳洲高等教育中具重要的領導地位。

### 全球綜合排名
| 機構             | 2025 | 2024 | 2023 | 2022 | 2021 | 2020 | 2019 | 2018 | 2017 | 2016 | 2015 | 2014 | 2013 | 2012 | 2011 | 2010 | 2009 | 2008 | 2007 | 2006 | 2005 | 2004 | 2003 |
| ---------------- | ---- | ---- | ---- | ---- | ---- | ---- | ---- | ---- | ---- | ---- | ---- | ---- | ---- | ---- | ---- | ---- | ---- | ---- | ---- | ---- | ---- | ---- | ---- |
| QS世界大學排名   | 13   | 14   | 33   | 37   | 41   | 38   | 39   | 41   | 42   | 42   | 33   | 31   | 36   | 31   |      |      |      |      |      |      |      |      |      |
| THE全球綜合排名  |      | 37   | 34   | 33   | 31   | 32   | 32   | 33   | 33   | 33   | 34   | 28   | 37   | 36   |      |      |      |      |      |      |      |      |      |
| THE全球聲望排名  |      |      | 45   | 46   | 39   | 44   | 47   | 46   | 49   | 41   | 43   | 39   | 43   | 45   |      |      |      |      |      |      |      |      |      |
| 世界大學學術排名 |      |      | 35   | 32   | 33   | 35   | 41   | 38   | 39   | 40   | 44   | 44   | 54   | 57   | 60   | 62   | 75   | 73   | 79   | 78   | 82   | 82   | 92   |

### QS全球「分領域」排名
| Broad subject area | 2014 | 2015 | 2016 | 2017 | 2018 |
| ------------------ | ---- | ---- | ---- | ---- | ---- |
| 藝術與人文         | 19   | 24   | 18   | 17   | 15   |
| 工程與科技         | 32   | 23   | 18   | 28   | 27   |
| 生命科學與醫學     | 23   | 17   | 16   | 13   | 14   |
| 自然科學           | 34   | 39   | 26   | 29   | 28   |
| 社會科學與管理學   | 16   | 18   | 13   | 14   | 8    |

### QS全球「分學科」排名
- 藝術與人文領域（Arts & Humanities）

| Subject            | 2013   | 2014    | 2015    | 2016   | 2017    | 2018    | 備註                              |
| ------------------ | ------ | ------- | ------- | ------ | ------- | ------- | --------------------------------- |
| 考古學             | -      | -       | -       | 41     | 51-100  | 51-100  | ※2016新增。                       |
| 建築學／建成環境學 | -      | -       | 15      | 18     | 19      | 21      | ※2015新增。                       |
| 藝術學與設計學     | -      | -       | 49      | 37     | 28      | 38      | ※2015新增。                       |
| 傳播學與媒體研究   | 14     | 22      | 26      | 22     | 31      | 28      | ※2016前歸於社會科學與管理學領域。 |
| 英語語言與文學     | 13     | 21      | 20      | 18     | 21      | 19      |                                   |
| 歷史學             | 12     | 22      | 25      | 25     | 28      | 31      |                                   |
| 語言學             | 6      | 12      | 15      | 13     | 24      | 24      |                                   |
| 現代語言           | 18     | 23      | 44      | 37     | 36      | 32      |                                   |
| 表演藝術           | -      | -       | -       | 51-100 | 26      | 24      | ※2016新增。                       |
| 哲學               | 51-100 | 101-150 | 101-150 | 51-100 | 101-150 | 101-150 |                                   |
| 政治學與國際研究   | 20     | 25      | 40      | 45     | 38      | 31      | ※2016前歸於社會科學與管理學領域。 |
| 神學與宗教研究     | -      | -       | -       | -      | 51-100  | 51-100  | ※2017新增。                       |

- 工程與科技領域（Engineering & Technology）

| Subject                | 2013 | 2014 | 2015 | 2016 | 2017 | 2018   | 備註        |
| ---------------------- | ---- | ---- | ---- | ---- | ---- | ------ | ----------- |
| 化學工程學             | 12   | 16   | 18   | 27   | 30   | 27     |             |
| 土木與結構工程學       | 29   | 44   | 39   | 29   | 25   | 26     |             |
| 計算機科學與資訊系統學 | 13   | 15   | 13   | 13   | 14   | 14     |             |
| 電機與電子工程學       | 32   | 28   | 33   | 35   | 35   | 34     |             |
| 機械、航空與製造工程   | 25   | 17   | 23   | 28   | 44   | 51-100 |             |
| 礦物與採礦工程         | -    | -    | -    | 21   | 14   | 13     | ※2016新增。 |

- 生命科學與醫學領域（Life Sciences & Medicine）

| Subject        | 2013 | 2014 | 2015   | 2016 | 2017 | 2018 | 備註        |
| -------------- | ---- | ---- | ------ | ---- | ---- | ---- | ----------- |
| 農學與森林學   | 42   | 36   | 36     | 32   | 31   | 28   |             |
| 解剖學與生理學 | -    | -    | -      | -    | 11   | 8    | ※2017新增。 |
| 生物科學       | 14   | 23   | 27     | 27   | 23   | 23   |             |
| 牙醫學         | -    | -    | 14     | 27   | 28   | 24   | ※2015新增。 |
| 醫學           | 9    | 12   | 18     | 18   | 19   | 17   |             |
| 護理學         | -    | -    | -      | 19   | 18   | 27   | ※2016新增。 |
| 藥學與藥理學   | 25   | 32   | 51-100 | 48   | 49   | 41   |             |
| 心理學         | 7    | 10   | 14     | 14   | 19   | 15   |             |
| 獸醫學         | -    | -    | 28     | 18   | 15   | 15   | ※2015新增。 |

- 自然科學領域（Natural Sciences）

| Subject          | 2013 | 2014   | 2015 | 2016 | 2017 | 2018 | 備註 |
| ---------------- | ---- | ------ | ---- | ---- | ---- | ---- | ---- |
| 化學             | 23   | 26     | 45   | 39   | 45   | 33   |      |
| 地球與海洋科學   | 36   | 37     | 34   | 29   | 36   | 29   |      |
| 環境科學         | 18   | 12     | 13   | 15   | 19   | 22   |      |
| 地理學／區域研究 | 12   | 16     | 21   | 27   | 23   | 18   |      |
| 材料科學         | -    | -      | -    | -    | -    | -    |      |
| 數學             | 30   | 51-100 | 37   | 34   | 38   | 36   |      |
| 物理學與天文學   | 24   | 33     | 45   | 44   | 48   | 47   |      |

- 社會科學與管理學領域（Social Sciences & Management）

| Subject            | 2013 | 2014 | 2015 | 2016 | 2017 | 2018 | 備註                        |
| ------------------ | ---- | ---- | ---- | ---- | ---- | ---- | --------------------------- |
| 會計學與金融學     | 7    | 8    | 14   | 12   | 14   | 10   |                             |
| 人類學             | -    | -    | -    | 17   | 29   | 23   | ※2016前歸於藝術與人文領域。 |
| 商學與管理學       | -    | -    | 15   | 15   | 22   | 14   | ※2015新增。                 |
| 發展學             | -    | -    | 19   | 21   | 17   | 16   | ※2015新增。                 |
| 經濟學與計量經濟學 | 20   | 23   | 24   | 32   | 25   | 23   |                             |
| 教育學             | 3    | 2    | 5    | 7    | 5    | 6    |                             |
| 法律學／法學研究   | 5    | 8    | 8    | 8    | 11   | 8    |                             |
| 社會學             | 23   | 28   | 44   | 29   | 28   | 35   |                             |
| 統計學與運籌學     | 17   | 24   | 23   | 33   | 30   | 25   |                             |
| 社會政策與行政     | -    | -    | -    | 19   | 16   | 18   | ※2016新增。                 |

### THE全球「分學科」排名
| 領域               | 2010-11 | 2011-12 | 2012-13 | 2013-14 | 2014-15 | 2015-16 | 2016-17 | 備註                         |
| ------------------ | ------- | ------- | ------- | ------- | ------- | ------- | ------- | ---------------------------- |
| 藝術與人文         | 22      | 19      | 23      | 13      | 19      | 38      | 41      |                              |
| 商業與經濟         | -       | -       | -       | -       | -       | -       | 39      | ※2016-17起新增。             |
| 臨床、臨床前與健康 | 18      | 14      | 16      | 16      | 13      | 15      | 13      |                              |
| 電腦科學           | -       | -       | -       | -       | -       | -       | 42      | ※2016-17起新增。             |
| 工程與科技         | 30      | 25      | 25      | 32      | 37      | 56      | 64      |                              |
| 生命科學           | 32      | 27      | 27      | 28      | 29      | 36      | 37      |                              |
| 物理科學           | 28      | 34      | 26      | 24      | 30      | 65      | 74      | ※2016-17前，為「自然科學」。 |
| 社會科學           | 24      | 25      | 23      | 21      | 19      | 22      | 23      |                              |

## 學院與研究所

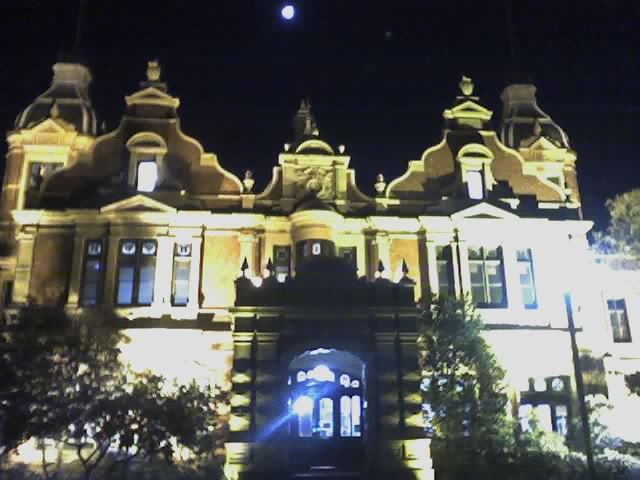
夜幕中的1888研究所

### 建築建造與規劃類
- 建築建造暨規劃學院 （页面存档备份，存于） (Faculty of Architecture, Building and Planning)
- 設計學院 （页面存档备份，存于） (Melbourne School of Design)

### 人文類
- 文學院 （页面存档备份，存于） (Faculty of Arts)
- 人文暨社會科學研究院 （页面存档备份，存于） (Graduate School of Humanities and Social Sciences)
- 政治學院 （页面存档备份，存于） (Melbourne School of Government)

### 商業與經濟類
- 商業暨經濟學院 （页面存档备份，存于） (Faculty of Business and Economics)
- 墨爾本商學院 （页面存档备份，存于） (Melbourne Business School)

### 教育類
- 教育學研究院 （页面存档备份，存于） (Melbourne Graduate School of Education)

### 工程類
- 工學院 （页面存档备份，存于） (Melbourne School of Engineering)
- 資訊學院 （页面存档备份，存于） (Computer Information Systems)

### 法律類
- 法律學院 (Melbourne Law School)

### 醫學牙醫與健康科學類
- 醫學牙醫暨健康科學院 （页面存档备份，存于） (Faculty of Medicine, Dentistry and Health Sciences)
- 牙醫學院 （页面存档备份，存于） (Melbourne Dental School)
- 醫學院 （页面存档备份，存于） (Melbourne Medical School)
- 健康科學院 （页面存档备份，存于） (Melbourne School of Health Sciences)
- 人口暨全球健康學院 （页面存档备份，存于） (Melbourne School of Population and Global Health)
- 心理科學院 （页面存档备份，存于） (Melbourne School of Psychological Sciences)

### 科學類
- 理學院 （页面存档备份，存于） (Faculty of Science)
- 理學研究院 （页面存档备份，存于） (Melbourne Graduate School of Science)
- 生物科學院 （页面存档备份，存于） (School of BioSciences)
- 化學院 （页面存档备份，存于） (School of Chemistry)
- 地球科學院 （页面存档备份，存于） (School of Earth Sciences)
- 生態系統暨森林科學院 （页面存档备份，存于） (School of Ecosystem and Forest Sciences)
- 地理學院 （页面存档备份，存于） (School of Geography)
- 數學暨統計學院 （页面存档备份，存于） (School of Mathematics and Statistics)
- 物理學院 （页面存档备份，存于） (School of Physics)

### 獸醫學與農業科學類
- 獸醫暨農業科學院 （页面存档备份，存于） (Faculty of Veterinary and Agricultural Sciences)

### 維多利亞藝術學院暨墨爾本音樂學院
- 維多利亞藝術學院暨墨爾本音樂學院 （页面存档备份，存于） (Faculty of Victorian College of the Arts and Melbourne Conservatorium of Music)

## 校友和大学友人[18]
大學曾為多位英國君主及皇室成員授予榮譽博士學位，其中包括英王喬治五世、喬治六世、愛德華八世、伊莉莎白王太后及泰國已故國王蒲美蓬·阿杜德。大學曾聘請诸如乔舒亚·莱德伯格（获诺贝尔奖前是大學访问教授）、彼得·杜赫提、伯特·萨克曼（诺贝尔生理学或医学奖）、詹姆斯·莫理斯、克莱夫·格兰杰（诺贝尔经济学奖）等多位世界级学者为客座教授。
墨尔本大学校友遍布于各个不同的领域。在政治家中，有五名澳大利亚总督来自墨尔本大学，包括艾萨克·阿尔弗雷德·艾萨克斯爵士、理查德·加德纳·卡西男爵、泽尔曼·考恩爵士、尼尼安·斯蒂芬爵士和彼得·约翰·霍林沃思，还有六位维多利亚总督及包括艾尔弗雷德·迪金、罗伯特·孟席斯、哈罗德·霍尔特和茱莉娅·吉拉德在内的四位澳大利亚总理和9位维多利亚州州长。在外国政治家中有马来西亚第二任副首相依斯迈·阿都拉曼、马来西亚首相署部长慕斯达法·莫哈末、马来西亚马六甲州行政议员郭子毅、中华民国外交官薛毓麒和美国外交官托马斯·皮克林等。
此外，从墨尔本大学还走出了四位澳大利亚首席大法官、六位维多利亚州首席大法官和多位澳大利亚高等法院法官，同时包括三名诺贝尔生理学或医学奖得主——弗兰克·麦克法兰·伯内特爵士、约翰·卡鲁·埃克尔斯爵士和伊丽莎白·布莱克本、前任剑桥大学校长阿莱克斯·布羅厄斯男爵和前任南开大学校长饶子和等。奥斯卡奖获得者凯特·布兰切特和女权主义者吉曼·基尔、 曾任耶鲁大学住校作曲家的音乐家彼得·斯克尔索普也毕业于墨尔本大学。

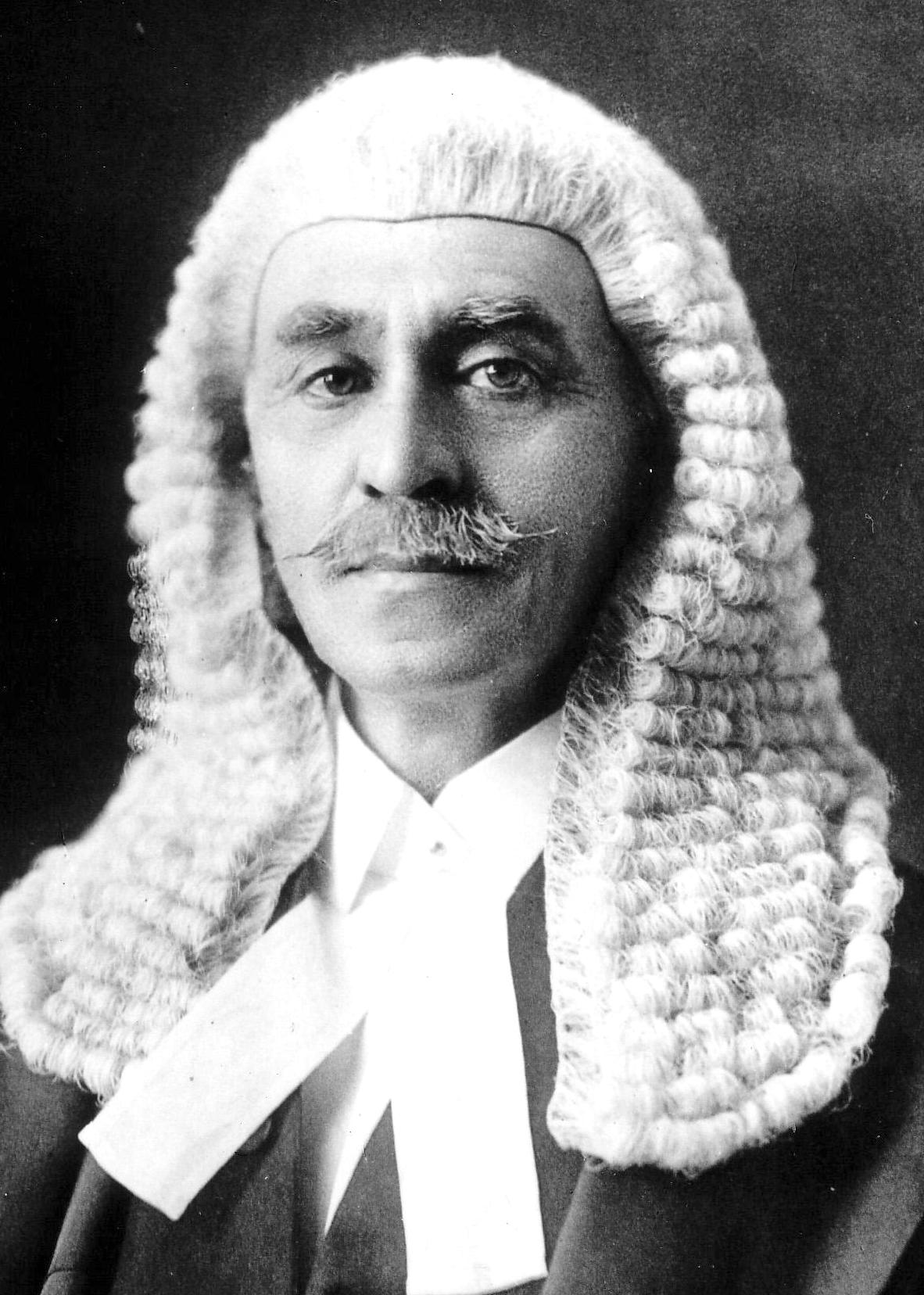
艾萨克·阿尔弗雷德·艾萨克斯爵士
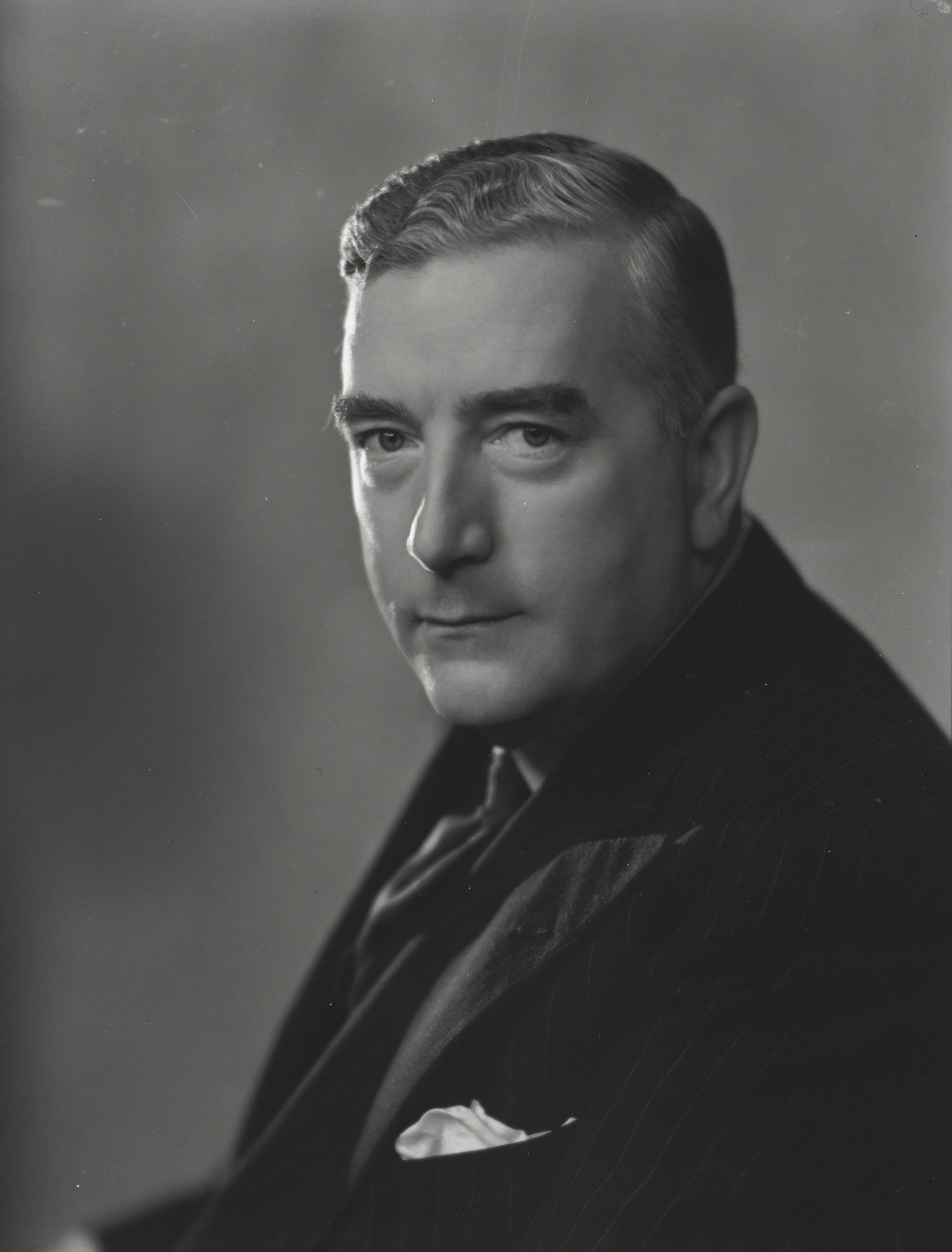
罗伯特·孟席斯
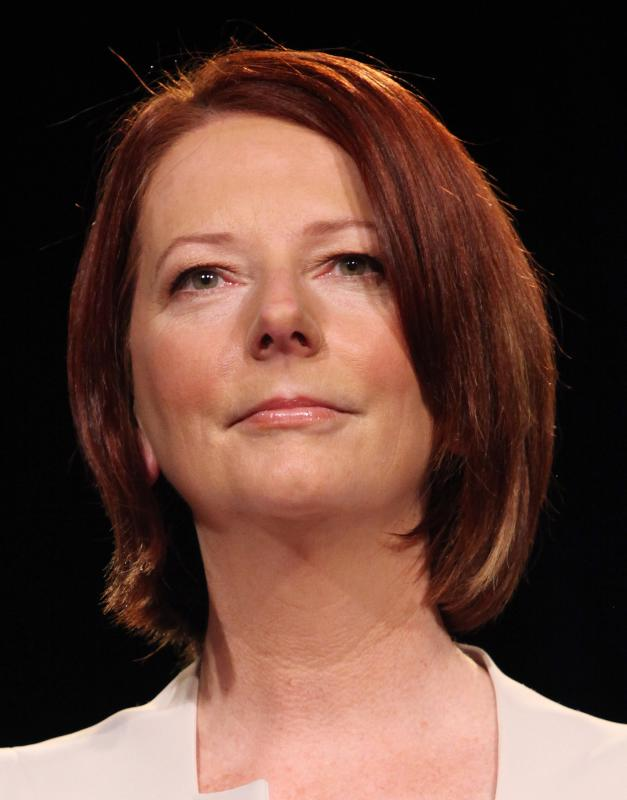
茱莉娅·吉拉德
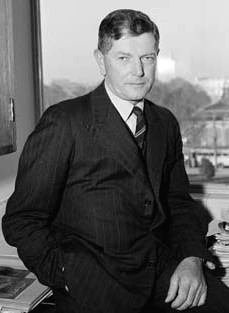
弗兰克·麦克法兰·伯内特爵士
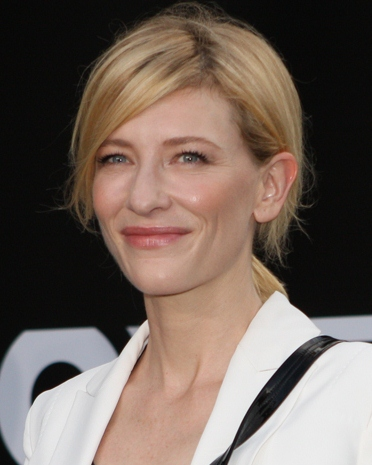
凯特·布兰切特
依斯迈·阿都·拉曼

## 外部連結
- 杰出的校友 （页面存档备份，存于）
- 墨尔本大学 （页面存档备份，存于）
- 墨尔本商学院 （页面存档备份，存于）（硕士课程）
- 墨尔本商学院 （页面存档备份，存于） (MBA学位课程)